# ألان وارد (قاضي)
ألان وارد (بالإنجليزية: Alan Ward)‏ هو قاضي بريطاني، ولد في 15 فبراير 1938.